# Lakebogaïta
La lakebogaïta és un mineral de la classe dels fosfats. Fou anomenat així per la seva localitat tipus el llac Boga (Lake Boga en anglès). Va ser aprovat per la IMA l'any 2007.

## Característiques
La lakebogaïta és un fosfat de fórmula química CaNaFe3+₂H(UO₂)₂(PO₄)₄(OH)₂·8H₂O. Cristal·litza en el sistema monoclínic.
Segons la classificació de Nickel-Strunz, la lakebogaïta pertany a «08.EA - Uranil fosfats i arsenats, amb proporció UO₂:RO₄ = 1:2» juntament amb els següents minerals: walpurgita, fosfowalpurgita, hal·limondita, parsonsita, ulrichita i ortowalpurgita.

## Formació i jaciments
Només s'ha descrit a la seva localitat tipus, el llac Boga, a Austràlia.